# Mama (Gilli)
Mama è un singolo del rapper danese Gilli, pubblicato il 30 novembre 2018.
Il brano vede la partecipazione del rapper danese Kesi.

## Tracce
Testi e musiche di Kian Rosenberg Larsson, Benjamin Small Heyn-Johnsen e Oliver Kesi Chambuso.
1. Mama (feat. Kesi) – 3:07

## Formazione
- Gilli – voce
- Kesi – voce aggiuntiva
- Benny Jamz – cori
- Nicki Pooyandeh – produzione
- Jesper Vivid Vestergaard – mastering, missaggio

## Classifiche
| Classifica (2018) | Posizione massima |
| ----------------- | ----------------- |
| Danimarca         | 6                 |